# Molgophis macrurus
Molgophis macrurus és una espècie extinta de tetràpode recumbirostre que visqué al supercontinent de Lauràsia durant el Carbonífer superior, fa entre 300,4 i 309,8 milions d'anys. Se n'han trobat restes fòssils a Ohio (Estats Units). Es tracta de l'única espècie reconeguda actualment del gènere Molgophis. Hi ha autors que en fan un sinònim de Brachydectes. El nom específic macrurus significa ‘cuallarg’.